# Spinus dominicensis
Il lucherino delle Antille (Spinus dominicensis (Bryant, 1867)) è un uccello passeriforme della famiglia Fringillidae.

## Etimologia
Il nome scientifico della specie, dominicensis, significa "di Santo Domingo", dove con tale nome s'intende l'intera isola di Hispaniola, nelle grandi Antille, dalla quale questi uccelli (come intuibile del resto anche dal nome comune) provengono.

## Descrizione

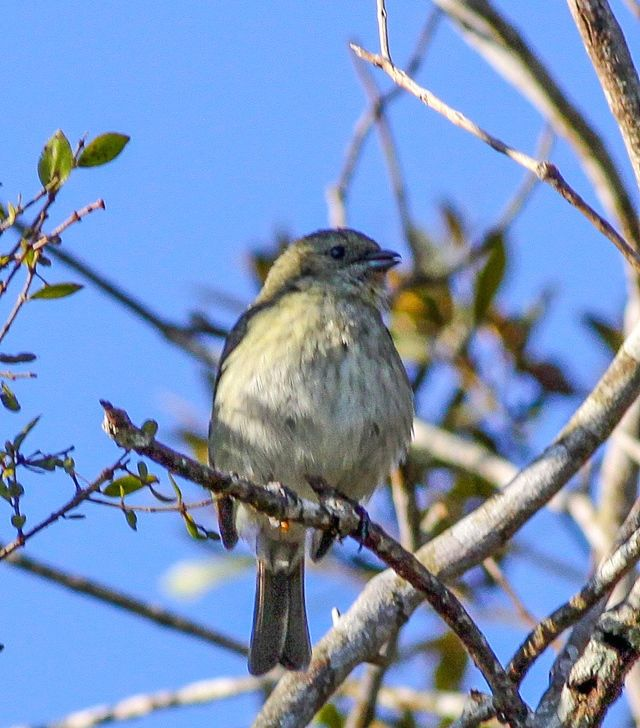
Femmina nella Sierra de Baoruco.

### Dimensioni
Misura 11–12 cm di lunghezza, per 9 g di peso.

### Aspetto
Si tratta di uccelletti dall'aspetto massiccio, vagamente simile a quello degli estrildidi, con forte becco conico, ali appuntite e coda dalla punta lievemente forcuta.
Il piumaggio presenta dicromatismo sessuale: nei maschi testa, remiganti e parte centrale della coda sono di colore nero, mentre il resto del piumaggio presenta colorazione verde oliva su dorso, ali e groppa, mentre l'area attorno al cappuccio, il petto ed il ventre sono di colore giallo oro, con tendenza a schiarirsi nel giallo limone sul sottocoda. Le femmine, invece, mancano completamente del nero cefalico e presentano lipocromo giallo estremamente ridotto, limitato a sfumature gialline su petto e fianchi, mentre il resto del piumaggio è di colore grigiastro su testa e area ventrale e verde oliva su quella dorsale.

Il becco è giallastro nei maschi e grigio-nerastro nelle femmine, mentre ambedue i sessi presentano occhi di colore bruno scuro e zampe di colore carnicino-nerastro.

## Biologia
I lucherini delle Antille sono uccelletti vispi ma piuttosto timidi, dalle abitudini moderatamente gregarie all'infuori del periodo riproduttivo, i quali passano la maggior parte della giornata fra i cespugli, l'erba alta o al suolo alla ricerca di cibo, cercando invece riparo per la notte in posatoi elevati fra gli alberi.
Le vocalizzazioni di questi uccelli sono estremamente simili a quelle del lucherino americano.

### Alimentazione
La dieta di questo uccello è prevalentemente granivora, componendosi perlopiù di semi di piante erbacee (soprattutto romice) e pinoli, ma includendo anche altro materiale di origine vegetale (bacche, piccoli frutti, germogli e foglioline) e, sebbene molto sporadicamente, anche insetti ed altri piccoli invertebrati.

### Riproduzione
Il periodo riproduttivo non è ben conosciuto, ma comprende sicuramente i mesi di maggio e giugno.
Si tratta di uccelli monogami, in cui la femmina si occupa da sola della costruzione del nido (una coppa di licheni foderata internamente di piumino e posizionata sulla parte distale del ramo di una conifera) e della cova delle 2-3 uova bianco-azzurrine (che dura circa due settimane), mentre il maschio tiene d'occhio i dintorni e si occupa di reperire il cibo per sé e per la partner: le cure parentali verso i pulli, ciechi ed implumi alla schiusa, sono invece condivise da ambedue i genitori, dimodoché i piccoli siano in grado d'involarsi attorno alle due settimane di vita, per poi allontanarsi dal nido in maniera definitiva attorno al mese e mezzo dalla schiusa.

## Distribuzione e habitat
Il lucherino delle Antille è endemico dell'isola di Hispaniola, della quale occupa le aree montuose nel centro nel sud-ovest (Massif de la Selle, Massif de la Hotte, Cordillera Central).
L'habitat di questi uccelli è rappresentato dalle aree di confine fra le foreste umide di latifoglie e le pinete montane, colonizzando però anche le aree degradate con presenza di radure erbose.